# Friedhof St. Georg (Teterow)

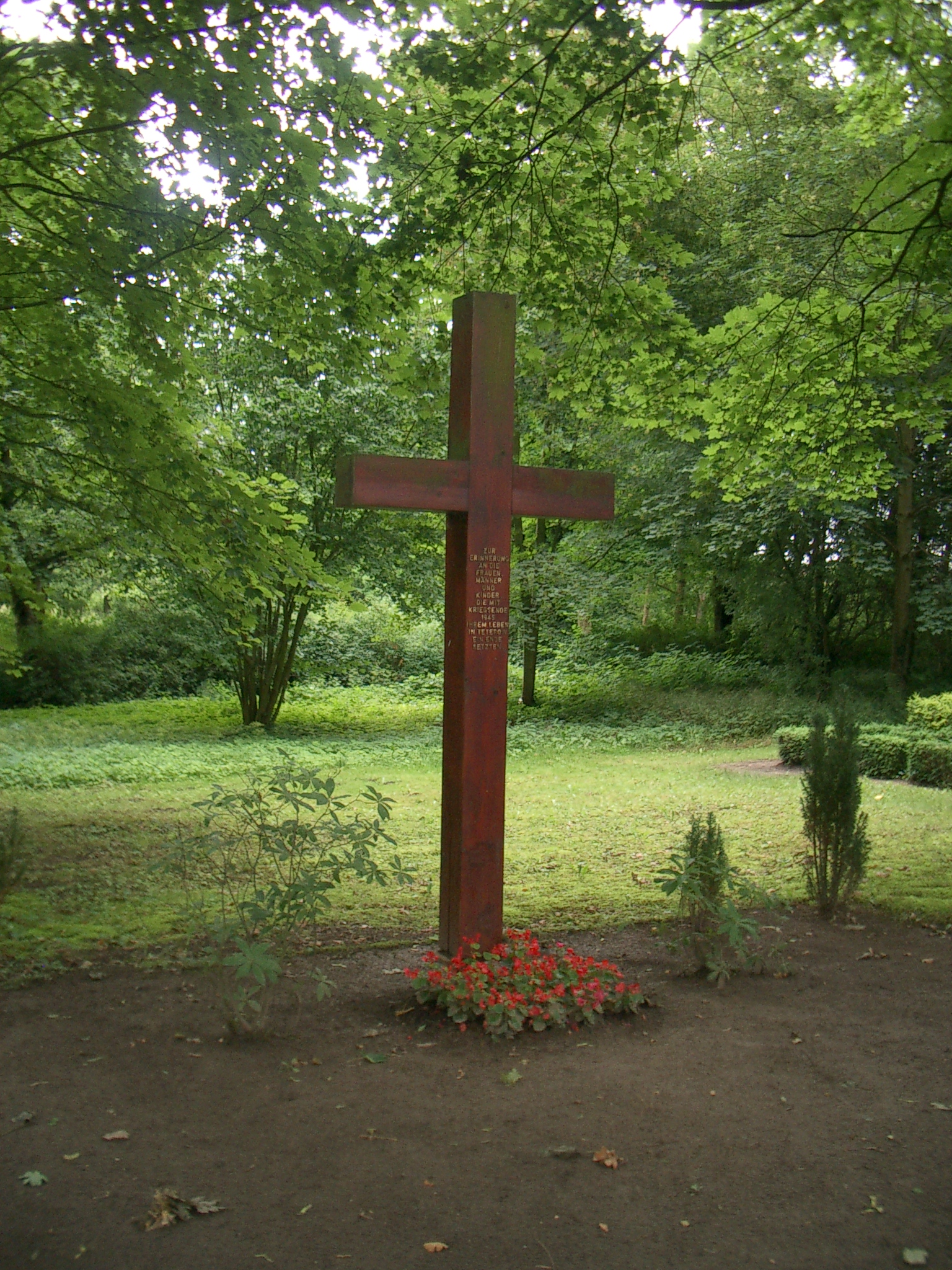
Friedhof mit Grabkreuz für das Massengrab der Freitoten vom Mai 1945

Der Friedhof St. Georg in Teterow (Mecklenburg-Vorpommern), Am Friedhof / Teschower Chaussee, wurde 1908 angelegt.
Die Anlage steht unter Denkmalschutz.

## Geschichte

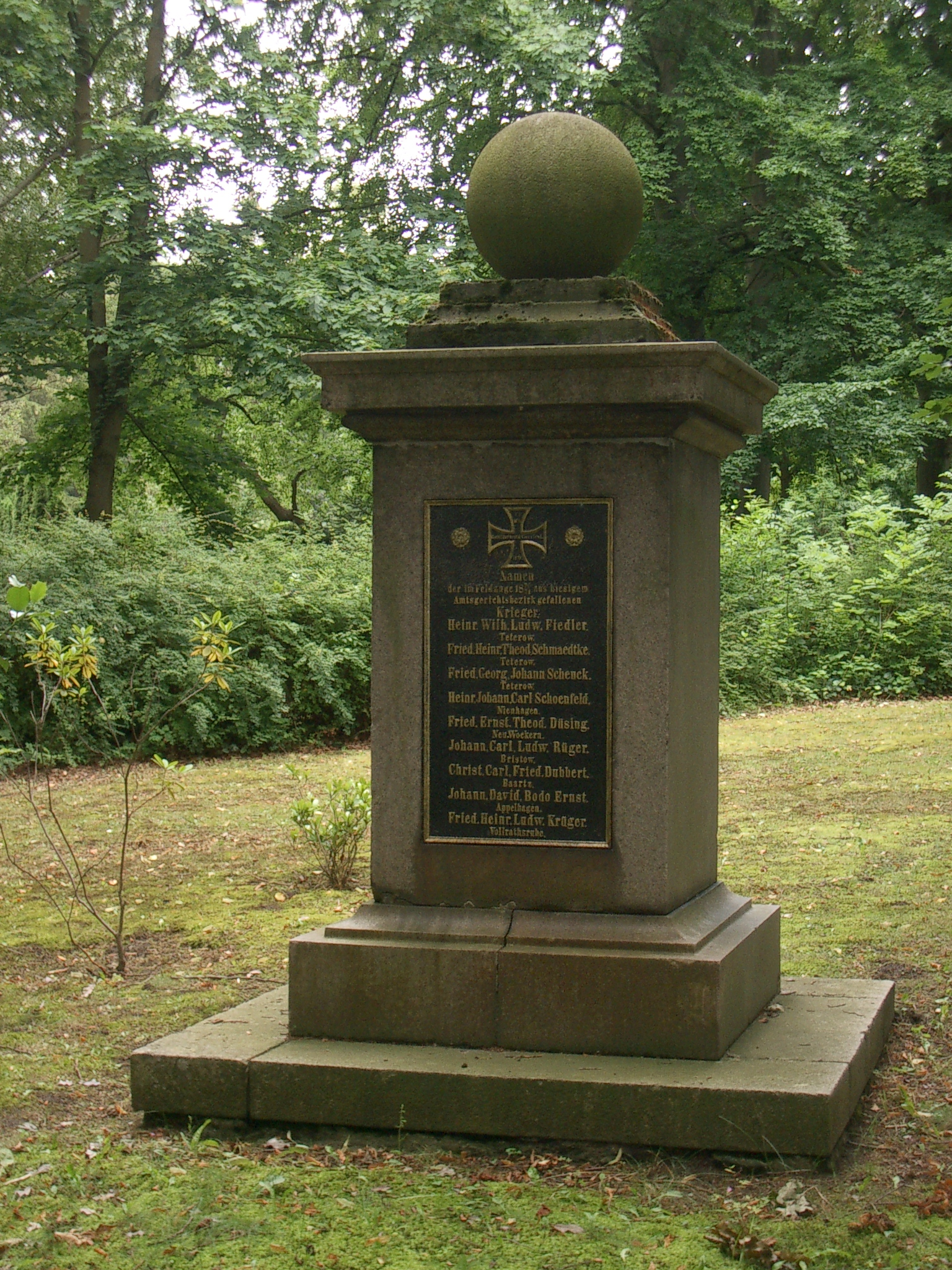
Kriegerdenkmal 1870/71

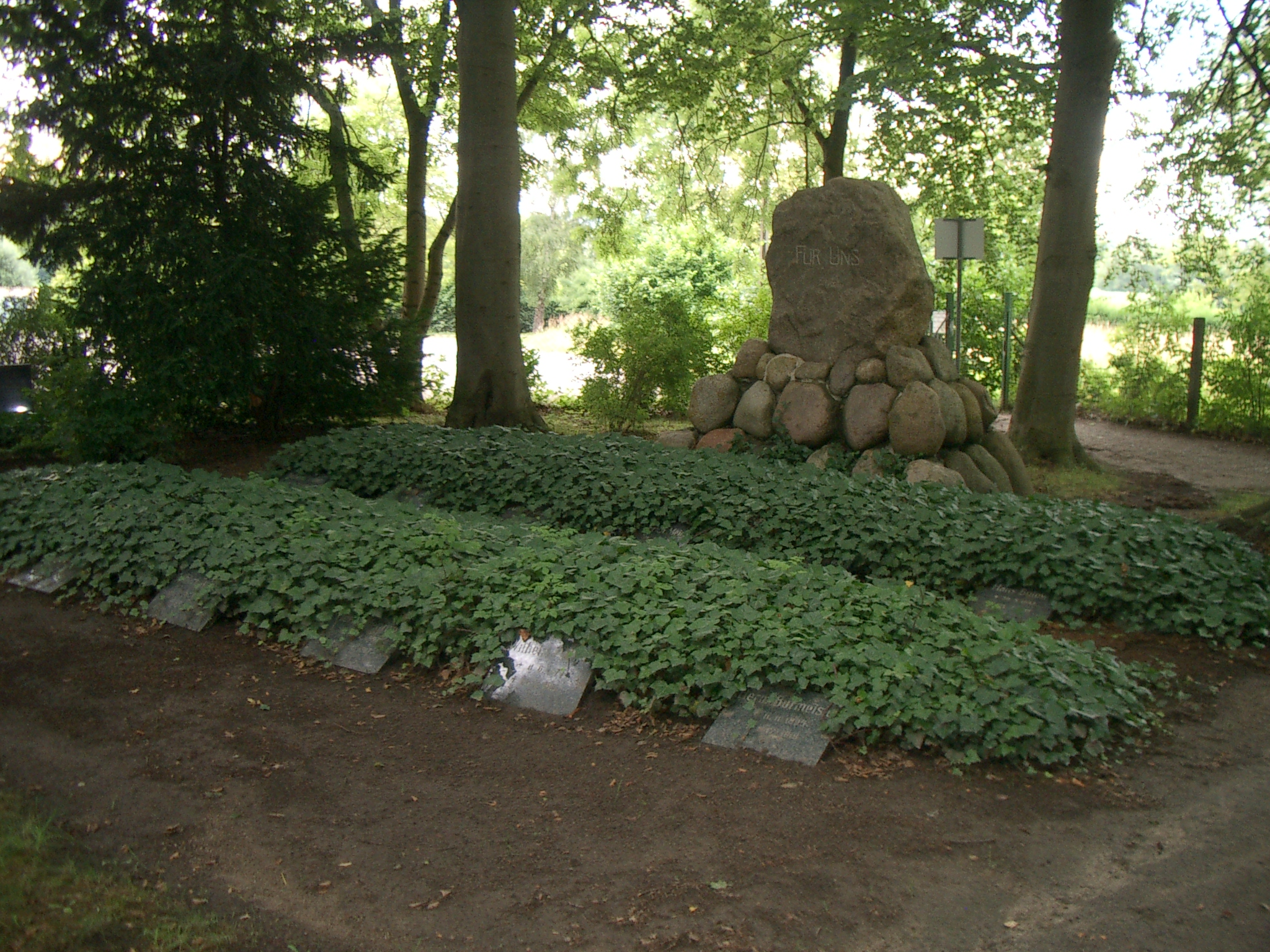
Soldatengräber Erster Weltkrieg

Die Stadt Teterow mit 8334 Einwohnern (2019) wurde  1230 angelegt und erhielt um 1235 das Stadtrecht.
Der Friedhof St. Georg wurde 1908 nach dem Vorbild des Stettiner Hauptfriedhofes angelegt. Bürgermeister Franz von Pentz (1850–1908) war der Initiator für die Anlage eines neuen Friedhofes. Das erhaltene Grab von Pentz mit dem großen Feldstein war 1908 die erste Bestattung; es befindet sich auf dem höchsten Punkt des Friedhofes.
Durch den Baumbestand entwickelte er sich in einen  Parkfriedhof.
Auf dem Friedhof befinden sich
- die verklinkerte Friedhofskapelle von 1938 nach Plänen von Adolf Kegebein,
- die Gräber für Erd- und Urnenbestattung und die anonyme Urnenanlage,
- die Kriegerdenkmale 1870/1871, 1914/1918 und 1939/1945,
- das Gräberfeld für die 135 Gefallenen des Zweiten Weltkrieges (Neukalener Straße); 89 namentlich genannt,
- das Massengrab mit Hochkreuz für Hunderte Einwohner mit der Inschrift: „Zur Erinnerung an die Frauen, Männer und Kinder, die mit Kriegsende 1945 ihrem Leben in Teterow ein Ende setzten“.
- Bedeutende Ehrengräber für Franz von Pentz (1850–1908), Herbert Buhr (1902–1968)